# روبرت إدريك
روبرت إدريك (ولد في 14 أبريل 1956) هو اسم مستعار لغاري إدريك أرميتاج، روائي بريطاني ولد في شيفيلد. اقترح نيك رينسون أن إدريك قد يكون «أرقى كاتب في الخيال التاريخي لجيله وأكثره مغامرة».
تدور ثلاثيته من روايات البوليسية، أغنية مهد، أغنية سيرين، وسمة البجع، المعروفة أيضا باسم «دورة الأغنية»، في مدينة هول.

## أعماله
- الحديقة الشتوية (1985) -الفائز بجائزة جيمس تايت بلاك عام 1985.
- عصر جليدي جديد (1986) -وصيف، جائزة الغارديان للخيال عام 1986.
- كسوف القمر (1989)
- في أيام المتحف الأمريكي (1990)
- الأراضي المنكسرة (1992)
- الأرض المقدسة (1993)
- الأرض من الزجاج (1994)
- الإليسيوم (1995)
- في السماء المهجورة (1997)
- خزانة السيف (1999)
- كتاب الوثني (2000)
- بيس تايم (2002) -جائزة مان بوكر لعام 2002.
- أغنية المهد (2003)
- أغنية صفارة الإنذار (2004)
- أغنية البجعة (2005)
- حوريات البحر (2006)
- جمع المياه (2006) -جائزة مان بوكر لعام 2006.
- مملكة الرماد (2007)
- في ضوء زودياك (2008)
- الإنقاذ (2010)
- حياة المتوحشين (2010)
- لندن ساتير (2011)
- ضربة الشيطان (2012)
- رثاء الوحش (2013)
- الملاذ (2014)
- الخدمة الميدانية (2015)
- خط الهجوم (2016)
- هبوط الزئبق (2018)

## روابط خارجية
- Telegraph Arts article, July 2003[وصلة مكسورة]
- Guardian article, June 2006
- Robert Edric Archive, University of East Anglia